# Herreranthus rivalis
 Herreranthus rivalis   (Greenm.) B.Nord., 2006 è una specie di pianta angiosperma dicotiledone della famiglia delle Asteraceae (sottofamiglia Asteroideae).  Herreranthus rivalis è anche l'unica specie del genere  Herreranthus   B.Nord., 2006.

## Etimologia
Il nome del genere (Herreranthus) è stato dato in onore di Pedro Pablo Herrera, studioso cubano delle Compositae. L'epiteto specifico (rivalis) indica una pianta che cresce lungo i ruscelli.
Il nome scientifico della specie è stato definito dai botanici Jesse More Greenman (1867-1951) e Rune Bertil Nordenstam (1936-) nella pubblicazione " Compositae Newsletter. Stockholm" ( Compositae Newslett. 44: 62) del 2006. Il nome scientifico del genere è stato definito nella stessa pubblicazione.

## Descrizione
Habitus. Herreranthus rivalis ha un habitus di tipo arbustivo o piccolo-arboreo. Le superfici delle piante possono essere sia glabre che pubescenti per peli semplici (le parti giovani sono tomentose). Gli steli sono provvisti di grossi canali midollari. Altezza massima: 1,5 - 3 metri.
Radici. Le radici in genere sono secondarie da rizoma e possono essere fibrose. I rizomi sono striscianti o legnosi.
Fusto. La parte aerea è eretta; semplice o ramosa.
Foglie. Le foglie cauline, disposte in modo alternato, sono picciolate. La forma della lamina è intera da ellittico-oblunga a lanceolata o oblanceolata con apice acuto. I margini sono continui. La superficie superiore è glabra, tomentosa di sotto; le venature sono pennate. Dimensione delle foglie: larghezza 2,5 cm; lunghezza 7 – 20 cm. Picciolo lungo 1 – 3 cm.
Infiorescenza. Le sinflorescenze sono composte da più capolini organizzati in formazioni corimbose-cimose. Le infiorescenze vere e proprie sono formate da un capolino terminale peduncolato di tipo discoide. Alla base dell'involucro (la struttura principale del capolino) può essere presente un calice formato da 3 - 5 (lunghe 1 – 3 mm) brattee fogliacee. I capolini sono formati da un involucro, con forme da cilindriche a campanulate o emisferiche, composto da diverse brattee, al cui interno un ricettacolo fa da base ai fiori. Le brattee (8 per involucro) sono disposte in modo embricato su due serie e possono essere connate alla base; la forma è oblunga-lanceolata. Il ricettacolo è nudo (senza pagliette a protezione della base dei fiori); la forma è piatta e a volte è alveolato. Dimensione delle brattee: larghezza 2 – 3 mm; lunghezza 8 – 10 mm.
Fiori.  I fiori (da 20 a 25 per capolino) sono tetra-ciclici (formati cioè da 4 verticilli: calice – corolla – androceo – gineceo) e pentameri (calice e corolla formati da 5 elementi). Sono inoltre ermafroditi, tubulosi e actinomorfi.
- Formula fiorale:

*/x K {\displaystyle \infty }, [C (5), A (5)], G 2 (infero), achenio
- Calice: i sepali del calice sono ridotti ad una coroncina di squame.
- Corolla: nella parte inferiore i petali della corolla sono saldati insieme e formano un tubo. In particolare le corolle dei fiori del disco centrale (tubulosi) terminano con delle fauci dilatate a raggiera con cinque lobi. I lobi possono avere una forma da deltoide a triangolare-ovata. Il colore delle corolle è giallo. Lunghezza della corolla: 8 mm.
- Androceo: gli stami sono 5 con dei filamenti liberi. La parte basale del collare dei filamenti può essere dilatata. Le antere invece sono saldate fra di loro e formano un manicotto che circonda lo stilo. Le antere sono brevemente o distintamente codate. La struttura delle antere è di tipo tetrasporangiato, raramente sono bisporangiate. Il tessuto endoteciale è radiale o polarizzato. Il polline è tricolporato (tipo "helianthoid").[12]
- Gineceo: lo stilo è biforcato con due stigmi nella parte apicale. Gli stigmi all'apice sono ottusi e ricoperti da minute papille. Le superfici stigmatiche sono continue e si estendono nella parte superiore. L'ovario è infero uniloculare formato da 2 carpelli.

Frutti. I frutti sono degli acheni con pappo. La forma degli acheni è ellittico-oblunga; la superficie è percorsa da 10 coste longitudinali e può essere glabra o talvolta pubescente. Possono essere presenti delle ali o degli ispessimenti marginali. Il carpoforo è distinguibile. Il colore del frutto può essere nero o bruno. In alcuni casi gli acheni sono dimorfici. Il pappo, pluriseriato e persistente, è formato da numerose setole snelle e bianco-lucide (alla base sono connate). Dimensione degli acheni: larghezza 0,7 – 1 mm; lunghezza 4,5 – 6 mm.

## Biologia
Impollinazione: l'impollinazione avviene tramite insetti (impollinazione entomogama tramite farfalle diurne e notturne).
Riproduzione: la fecondazione avviene fondamentalmente tramite l'impollinazione dei fiori (vedi sopra).
Dispersione: i semi (gli acheni) cadendo a terra sono successivamente dispersi soprattutto da insetti tipo formiche (disseminazione mirmecoria). In questo tipo di piante avviene anche un altro tipo di dispersione: zoocoria. Infatti gli uncini delle brattee dell'involucro (se presenti) si agganciano ai peli degli animali di passaggio disperdendo così anche su lunghe distanze i semi della pianta. Inoltre per merito del pappo il vento può trasportare i semi anche a distanza di alcuni chilometri (disseminazione anemocora).

## Distribuzione e habitat
La specie di questa voce è distribuita nell'isola di Cuba.

## Tassonomia
La famiglia di appartenenza di questa voce (Asteraceae o Compositae, nomen conservandum) probabilmente originaria del Sud America, è la più numerosa del mondo vegetale, comprende oltre 23.000 specie distribuite su 1.535 generi, oppure 22.750 specie e 1.530 generi secondo altre fonti (una delle checklist più aggiornata elenca fino a 1.679 generi). La famiglia attualmente (2021) è divisa in 16 sottofamiglie; la sottofamiglia Asteroideae è una di queste e rappresenta l'evoluzione più recente di tutta la famiglia.

### Filogenesi
Il genere di questa voce appartiene alla sottotribù Senecioninae della tribù Senecioneae (una delle 21 tribù della sottofamiglia Asteroideae). In base ai dati filogenetici la sottotribù, all'interno della tribù, occupa il "core" della tribù e insieme alla sottotribù Othonninae forma un "gruppo fratello".
I seguenti caratteri sono indicativi per la sottotribù:
- il portamento è molto vario (erbe, arbusti, liane, epifite, alberelli o alberi);
- le foglie sono sia basali che cauline disposte in modo alternato;
- sono presenti capolini sia radiati, disciformi o discoidi;
- le antere sono tetrasporangiate, raramente bisporangiate.

La struttura della sottotribù è molto complessa e articolata (è la più numerosa della tribù con oltre 1.200 specie distribuite su un centinaio di generi) e al suo interno sono raccolti molti sottogruppi caratteristici le cui analisi sono ancora da completare. Il genere della specie di questa voce è un endemismo dell'isola di Cuba e insieme ad altri generi come Leonis B. Nord., 2006, Lundinia B. Nord., 2006 e Oldfeltia B. Nord. & Lundin, 2002 è alla base di una notevole diversità botanica in quest'isola.
I caratteri distintivi per la specie  Herreranthus rivalis sono:
- il portamento è grande-arbustivo con grandi foglie;
- le brattee dell'involucro sono biseriate;
- le aree stigmatiche dello stilo sono continue ed estese nella parte superiore (nel mezzo sono papillose).

### Sinonimi
Sono elencati alcuni sinonimi per questa entità:
- Senecio rivalis Greenm., 1912